# 県央地域広域市町村圏組合
県央地域広域市町村圏組合（けんおうちいきこういきしちょうそんけんくみあい）は長崎県諫早市、大村市、雲仙市の3市が協力し、各構成市の枠を越え、広域的な共同事務を行うために設立した組合である。略称は「県央組合」（けんおうくみあい）。

## 事務局所在地
- 〒854-0001　長崎県諫早市福田町30番21号（諫早市役所生活環境課衛生センター内[1]）

## 構成市
- 諫早市
- 大村市
- 雲仙市

## 事業内容
- 内容によって、該当区域が異なる。

### 消防
- 県央地域広域市町村圏組合消防本部
  - 該当区域 - 諫早市、大村市、雲仙市（旧国見町・瑞穂町地区[2]を除く。）
  - 消防本部所在地 - 〒854-0005 長崎県諫早市城見町24番18号（諫早消防署のそばにある）

### 不燃物処理
- 該当区域 - 諫早市、雲仙市全域。（大村市、旧国見町・瑞穂町地区[2]は除く。）
- 処理施設 - 県央不燃物再生センター
  - 所在地 - 〒859-0311　長崎県諫早市小豆崎（こあずきさき）町89番4号
  - 面積 - 3,085平方メートル。
  - 処理能力 - 5時間につき30t。

### 地方拠点都市地域[3]
- 該当区域 - 諫早市、大村市、雲仙市全域。
- 指定日 -1993年（平成15年）2月5日に、諫早市・大村市を中心として地方拠点都市と指定された。
- 推進計画
  - 1. 長崎県央地方拠点都市地域基本計画
    - 計画年次 - 1993年（平成5年）度からおおむね10年間
    - 基本理念 -  自然と住む人びとが共生定住する「常に躍動し豊かで潤いのあるくに」づくり。
    - 知事承認日- 1993年（平成5年）4月30日

  - 2. 長崎県央地方拠点都市地域基本計画（暫定変更）
    - 計画年次 - 2004年（平成16年）3月からおおむね3年間
    - 基本理念 - 若者から高齢者まで、全ての人びとが希望を持ち、魅力を感じる新しい定住地域の形成。
    - 知事同意日- 2004年（平成16年）3月26日

  - 3. 長崎県央地方拠点都市地域基本計画（変更） 
    - 計画年次 - 2007年（平成19年）3月からおおむね10年間
    - 基本理念 - 「職･住・遊・学」の共存を目指し、輝く人々が織りなす、より豊かな未来。
    - 知事同意日- 2007年（平成19年）3月22日
- 整備方針
  - 地域の特性に配慮し、構成３市の機能を分担・整備し、各々の地域が有機的に連結して効果が相乗するよう整備を進め、その中で特に重点的に整備を推進する地区として、8つの拠点地区を設定する。
    - 8拠点地区
      - 諫早市（地域の核としての高次都市機能の整備）
        - 1. 県央躍動中心拠点地区（諫早南部土地区画整理事業）
        - 2. 諫早駅周辺地区

      - 大村市（交通アクセスを生かした産業の整備）
        - 3. オフィスアルカディア[4]地区（オフィスパーク大村）
        - 4. 大村市中心市街地再開発地区
        - 5. 上小路周辺地区
        - 6. 九州新幹線西九州ルート（長崎ルート）新大村駅（仮称）周辺地区

      - 雲仙市（自然を共有した余暇休養･教育文化の環境整備）
        - 7.千々石（ちぢわ）にぎわい・やすらぎのまちづくり整備地区
        - 8.神代（こうじろ）小路伝統的街なみ保存整備地区

## 組織
- 議会
  - 議員定数 15 
    - 構成市の議長 3
    - 諫早市議会で選任された者 7
    - 大村市議会で選任された者 4
    - 雲仙市議会で選任された者 1

  - 任期 - 各市で決められた期間
  - 定例会は毎年2月と8月に実施。

- 執行機関 （平成22年4月1日現在） 
  - 管理者 - 諫早市長
  - 副管理者 - 大村市長、雲仙市長
  - 監査委員 - 有識者1、議会選出者 1
  - 補助職員  
    - 管理者事務部局の職員 8
      - 事務局長
        - 次長
          - 事業課 - 県央不燃物再生センター
          - 総務課
          - 企画課

        - 会計管理者
          - 会計課

    - 消防機関の職員 231
      - 消防本部
        - 消防長
          - 次長
            - 消防総務課、予防指導課、警報救急課、通信指令課
            - 消防署（各消防署に庶務課、予防設備課、消防隊、救急隊、救助隊を配置）
              - 諫早消防署
                - 西諫早分署、多良見分署、飯盛分署、高来分署、有喜機関員派出所

              - 大村消防署
                - 宮小路分署

              - 小浜消防署
                - 愛野分署、雲仙分駐所

## 沿革

### 昭和
- 1970年（昭和45年）
  - 7月23日 - 地方自治法第284条第1項の規定に基づき、一部事務組合県央地域広域市町村圏を設定。
    - 2市 - 諫早市、大村市
    - 10町 - 西彼杵郡1町（多良見町）、北高来郡4町（森山町、飯盛町、高来町、小長井町）、南高来郡5町（吾妻町、愛野町、千々石町、小浜町、南串山町）

  - 8月19日 - 県央地域広域市町村圏連絡協議会を設立。
- 1971年（昭和46年）
  - 2月 - 県央地域広域市町村圏振興計画（基本構想、基本計画）を策定。
  - 4月1日 - 県央地域広域市町村圏組合設立が許可され、事務局を設置。
- 1972年（昭和47年）4月1日 - 県央地域広域市町村圏組合消防本部が発足、常備消防救急業務を開始。
- 1974年（昭和49年）9月17日 - 県央地域広域市町村圏組合不燃物処理施設を設置、不燃物処理業務を開始。
- 1981年（昭和56年）2月 - 新県央地域広域市町村圏振興計画（基本構想、基本計画）を策定。
- 1988年（昭和63年）3月 - 新県央地域広域市町村圏第2次基本計画を策定。

### 平成
- 1989年（平成元年）12月1日 -「ふるさと市町村圏」[5]に指定。
- 1990年（平成2年）3月27日 - ふるさと市町村圏基金を設置。
- 1991年（平成3年）3月 - 県央地域ふるさと市町村圏計画（基本構想、基本計画、広域活動計画）を策定。
- 1993年（平成5年）
  - 2月5日 - 長崎県央地方拠点都市地域[3]に指定。
  - 4月30日 - 長崎県央地方拠点都市地域基本計画が県知事によって承認。
  - 6月24日 - 地方拠点都市指定による組合規約を追加。
  - 10月1日 - 機構改革を行う。
- 1997年（平成9年）
  - 3月14日 -「個性的で活力ある圏域づくり」で自治大臣表彰を受賞。
  - 4月1日 - 諫早市ほか7町立保健環境組合と合併。
- 2001年（平成13年）
  - 3月 - 県央地域ふるさと市町村圏計画（基本構想・基本計画）を策定。
- 2004年（平成16年）
  - 3月26日 - 長崎県央地方拠点都市地域基本計画について県知事が同意。
- 2005年（平成17年）
  - 3月1日 - 諫早市と西彼杵郡1町（多良見町）、北高来郡4町（森山町、飯盛町、高来町、小長井町）が合併し、諫早市となったことで、構成市町が2市5町となる。
  - 10月11日 - 南高来郡5町（吾妻町、愛野町、千々石町、小浜町、南串山町）が合併[6]し、雲仙市になったことで、構成市が3市（雲仙市は国見町・瑞穂町地区を除く）となる。
- 2007年（平成19年）
  - 3月16日 - 長崎県央地方拠点都市地域を変更。諫早市、大村市、雲仙市全域（国見町・瑞穂町[2]を含む）が地域となる。
  - 3月22日 -  長崎県央地方拠点都市地域基本計画変更について県知事が同意。
  - 4月1日 - 地方拠点都市地域に関する組合規約を変更し、共同処理する事務が諫早市、大村市、雲仙市全域となる。
- 2010年（平成22年）10月1日 - ふるさと市町村圏計画策定等に関する共同処理事務及びふるさと市町村圏基金を廃止。

## 関連事項
- 県央地域広域市町村圏組合消防本部
- 島原地域広域市町村圏組合